# Ildikó Schwarczenberger
Ildikó Schwarczenberger, född 9 september 1951 i Budapest, Folkrepubliken Ungern, död 13 juli 2015 i Budapest, Ungern,  var en ungersk fäktare.
Schwarczenberger tog OS-brons i damernas lagtävling i florett i samband med de olympiska fäktningstävlingarna 1980 i Moskva.